# Coupe des Pays-Bas de football 1920-1921
Navigation
Coupe des Pays-Bas 1919-1920 Coupe des Pays-Bas 1924-1925
La Coupe des Pays-Bas de football 1920-1921, nommée la KNVB Beker, est la 22e édition de la Coupe des Pays-Bas.

## Déroulement de la compétition
Tous les tours se jouent en élimination directe. À chaque tour, un tirage au sort est effectué pour déterminer les adversaires.

## Finale
La finale qui oppose deux clubs de deuxième division, se joue le 29 mai 1921 à Utrecht, le VV Schoten bat le RFC Rotterdam  2 à 1 et remporte son premier titre.